# 川上忠堅
川上 忠堅（かわかみ ただかた）は、戦国時代から安土桃山時代にかけての武将。島津氏の家臣。

## 生涯
永禄元年（1558年）、川上忠智の子として誕生。
父と共に島津義久に仕え、天正12年（1584年）の沖田畷の戦いでは島津家久に従って参加し、敵の総大将である龍造寺隆信の首級を挙げるという大功を挙げた。この時、隆信の脇差を戦利品として持ち帰っている。その後も島津軍の有力武将の一人として各地を歴戦した。
天正14年（1586年）、島津義弘に従って筑紫広門と戦っている際、広門の弟である晴門に一騎討ちを申し込まれて応じ、苦戦の末に晴門を討ち取ったが、自身もこのときに腕に受けた戦傷がもとで間もなく死去したと言われ、一騎討ちからの相討ちとされる事が多い。享年29。大将同士の一騎討ちであり、結果相討ちという目を惹く出来事から、後に和歌を読み合い華麗に戦った等という逸話が創られた。
隆信の脇差は、忠堅の子孫に受け継がれ、「神霊」と墨書した箱に収めて大切に扱った。また隆信の霊を弔い氏神とした。平成20年（2008年）、子孫によって脇差は佐賀県に寄贈され、平成21年（2009年）、佐賀県立美術館で初公開された。